# Viewster
Viewster fue un sitio web que ofrece gratis streaming de películas y series. 

No es necesario una cuenta para ver películas gratis.

## Historia
La empresa Diva AG (ahora: Viewster) fue creada por Kai Henniges y Jörg Boksberger en 2008 en Zúrich, Suiza.
Viewster tiene oficinas en Zúrich, Londres, Nueva York, Singapur y Adelaida.
En 2011 la empresa cambio de nombre de Diva a Viewster.
Se podía utilizar Viewster en más de 100 países y en más de 10 idiomas (inglés, alemán, español, francés, italiano, holandés, polaco, ruso, sueco, y turco.
De acuerdo con un informe de la prensa Viewster en el 2013 contó con cerca de 29 millones de visitantes mensuales en todo el mundo

## Contenido

### Películas
Viewster tiene licencias de más de 5000 películas. Hay películas de Hollywood y cine independiente de muchos países del mundo. La selección varía de país a país por los contratos con los estudios.
Los géneros van desde Suspense, Comedia, Ciencia ficción, Cine romántico, Cine de acción, Drama hasta Cine de terror. 
Además hay una selección de Cortometrajes y Clásicos.

### Series
Viewster ofrece una selección de series de televisión.
Por ejemplo, The Inbetweeners, Shameless y Peep Show.

## Diferentes plataformas
Viewster recomienda utilizar una conexión internet mínima DSL 4000 kbit/s.

### Internet
En la página web http://www.viewster.com/ se pueden ver películas y series vía stream.
Según la licencia DRM el vidéo reproduce en Adobe Flash Player o Microsoft Silverlight.

### iOS y Android
Desde octubre de 2012 Viewster ofrece Video bajo demanda vía App para tabletas y teléfonos inteligentes. Con la app se pueden ver las películas vía Streaming.

### Aparatos de televisión
Viewster está disponible para muchos televisores modernos.